# Eisenbahn-Nationalmuseum in Tacna
Das Eisenbahn-Nationalmuseum in Tacna (spanisch Museo Ferroviario Nacional de Tacna) ist ein Eisenbahnmuseum in der peruanischen Stadt Tacna. Das Museum widmet sich hauptsächlich der Geschichte der Tacna–Arica-Eisenbahn.

## Lage, Geschichte und Architektur
Das Museum befindet sich am Bahnhof Tacna–Arica in der Av. Gregorio Albarracín 402, an der Kreuzung mit der Av. 2 de Mayo, Tacna. Der Zugbetrieb begann im Jahr 1856. Der Bahnhof wurde 1855 nach einem Entwurf von Walter Evans gebaut. Er wurde 1980 zum historischen Denkmal erklärt. Der Bogen mit Glockenturm ist sehr charakteristisch. Der alte Bahnhof ist noch weitgehend im Originalzustand erhalten mit vielen Elementen aus der zweiten Hälfte des 19. Jahrhunderts, in der er gebaut wurde. Die Ausstellung vermittelt dem Besucher einen Einblick in den historischen Verlauf der Eisenbahn.
Seit dem 27. Mai 2016 verkehrte wieder ein Schienenbus auf der Strecke Tacna-Arica. Seit 2018 befand sich das Museum aber im Umbau. Ein Schild informierte: "Wegen Umbau ist der Eingang des Museums bis auf Weiteres gesperrt. Die Verwaltung." Der derzeitige Stand ist nicht bekannt.

## Sammlung
Das Museum verfügt über 3 Räume: Historische Dokumentationen, Peru und Tacna-Arica. Darüber hinaus enthält die Sammlung des Museums Dokumente, Fotos, Teile und Lokomotiven der Tacna-Arica-Eisenbahn. Auf den Gleisen und in den Lokschuppen befinden sich vier Dampflokomotiven von Baldwin und Alco sowie drei Personenwagen aus Holz, Drehgestelle, Triebwagen und andere Schienenfahrzeuge.

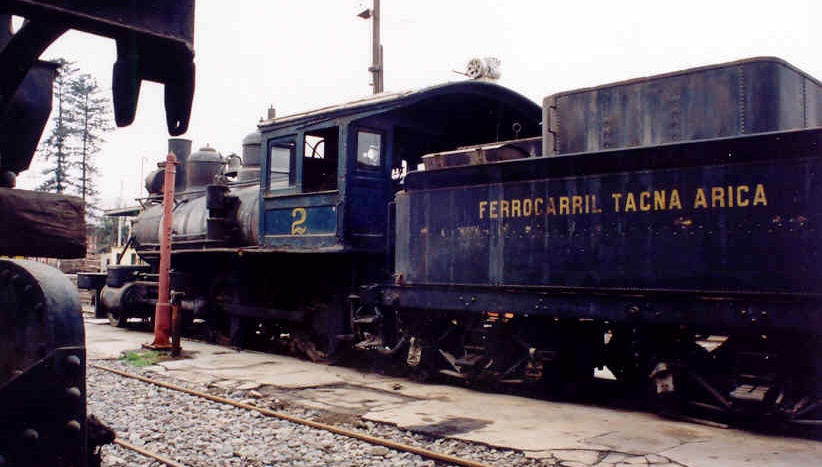
Dampflok Nr. 2.
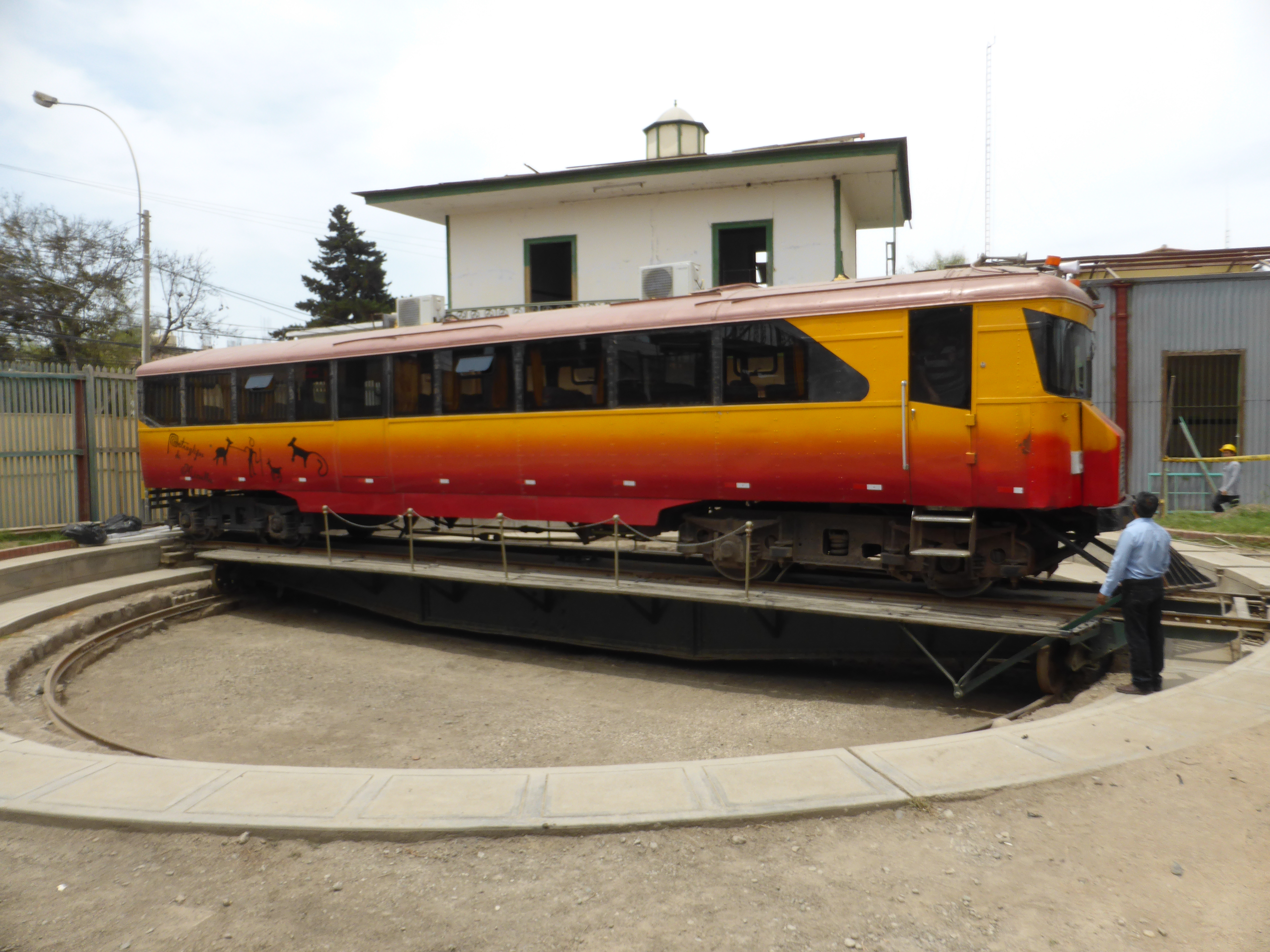
Schienenbus Nr. 261
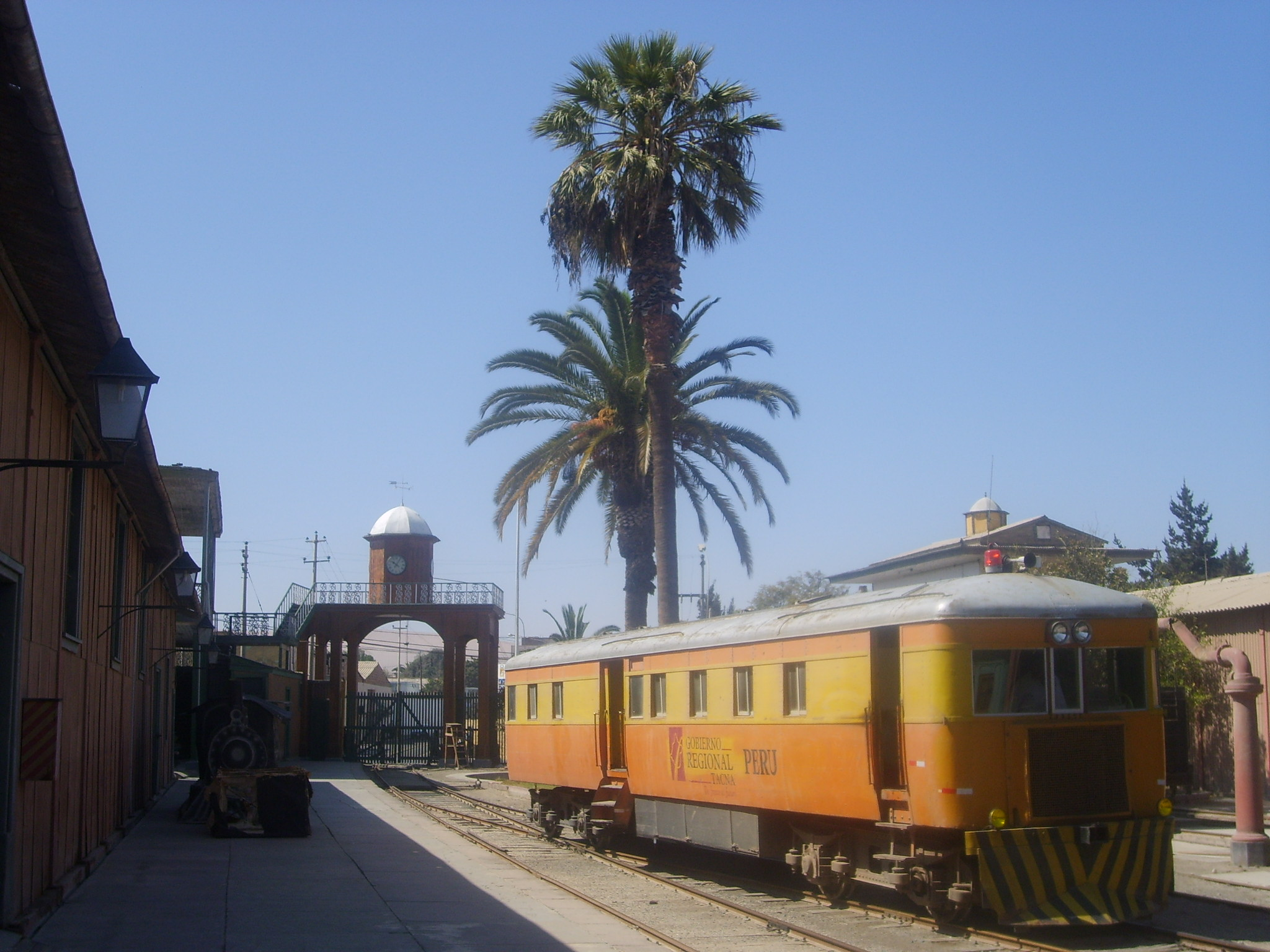
Schienenbus
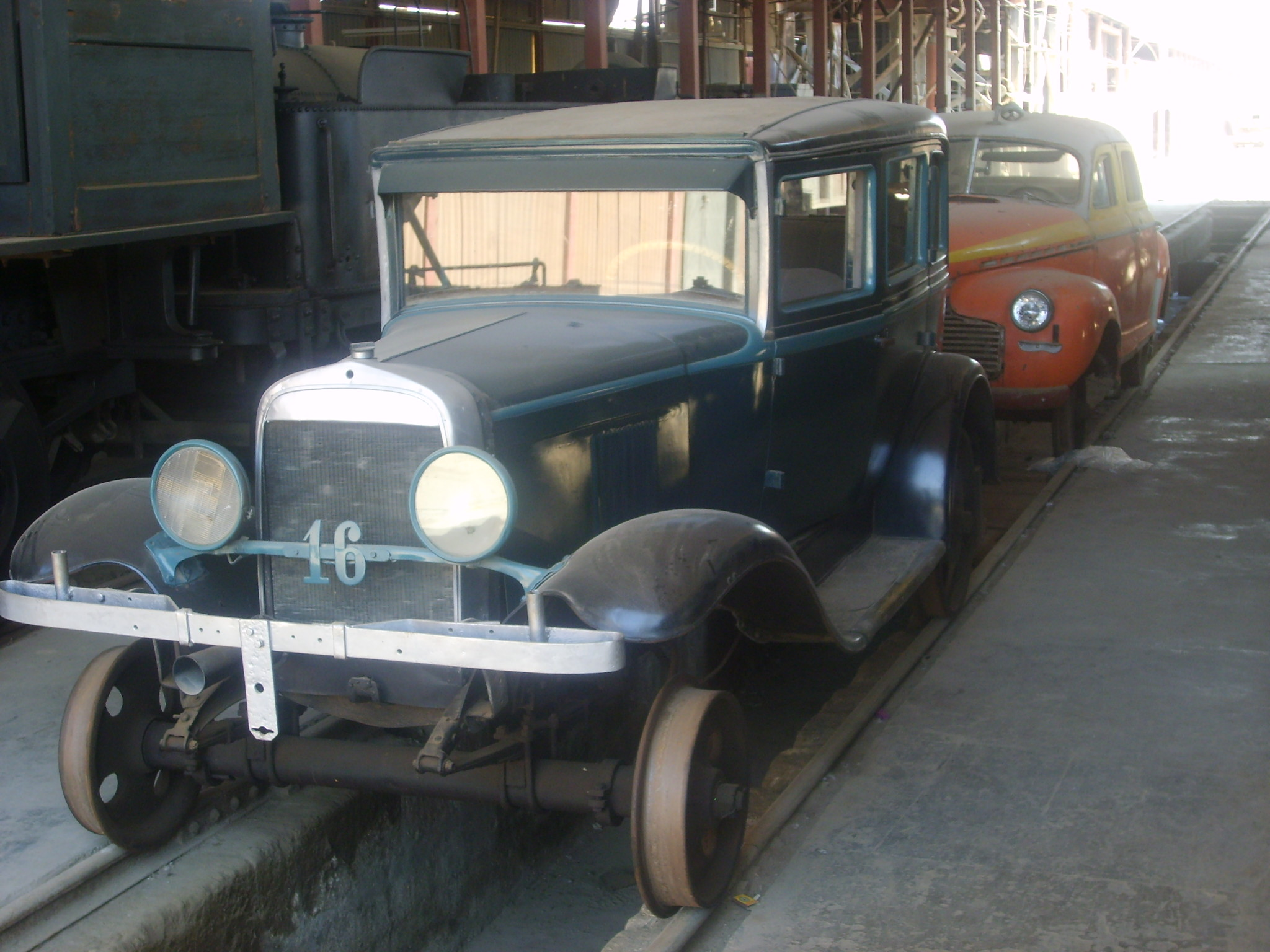
Draisine